# Plaça de Sant Agustí
La Plaça de Sant Agustí és una plaça situada al centre de la ciutat de València, a prop de l'Estació del Nord i l'Ajuntament de València.
La plaça té una forma de romboide i fita amb els carrers de Xàtiva, Guillem de Castro i Sant Vicent Màrtir al sud i el carrer de Sant Vicent Màrtir i l'avinguda de l'Oest al nord. La plaça està dividida en dos per una andana on se situen quatre parades d'autobús de l'EMT de València, i constitueix un nexe de comunicació important.
N'és de destacar l'església de Sant Agustí d'estil gòtic català, que dona nom a la plaça. A l'est, fent cantó amb el carrer de Xàtiva, es troba la Finca de ferro. Aquesta plaça, junt amb la plaça d'Alfons el Magnànim, és habitualment el punt de partida de les manifestacions a la ciutat. Al carrer de Xàtiva hi ha la FNAC, un gran magatzem. Així mateix, hi ha un aparcament públic soterrani.